# Пивоварня в Гродзиську-Велькопольському
Пивоварня в Гродзиську-Велькопольському — пивоварня в місті Гродзиську-Велькопольському, в якій вариться гродзіське пиво. 

## Історія
Виробництво пива здійснювалося до 1993 року. Однак було завершене, коли місцеву пивоварню було ліквідовано Lech Browary Wielkopolski. Причиною відмови від виробництва Гродзіського повідомляли неприбутковість. У 2012 році пивоварня в м. Гродзіськ за адресою вул. Познанська, купила пивоварня Фортуна. У травні 2015 року пиво, зварене у Гродзиську-Велькопольському, з’явилось на ринку під назвою «Piwo z Grodziska» (укр. «Пиво з Гродзиська»). 

## Продукція
- Piwo z Grodziska — екстракт 7,7 мас.%, спирт 3,1 об.% (2,5 мас.)
- Piwo z Grodziska Piwobranie — спеціальне видання пива з Гродзіська, яке вариться раз на рік на одному з найстаріших пивних фестивалів у Польщі — Grodziskie Piwobranie 
  - Piwo z Grodziska Piwobranie 2015 — холодне хмелювання хмелем Fantasia та Styrian Golding - екстракт 7,7 мас.%, спирт 3,1 об.%. (2,5 мас.)
  - Piwo z Grodziska Piwobranie 2016 — холодне хмелювання з додаванням чаю Sencha Earl Grey та хмелю Citra® - екстракт 7,7 мас.%, спирт 3,1 об.%. (2,5 мас.)
  - Piwo z Grodziska Piwobranie 2017 — з додаванням лаванди та коріандру - екстракт 7,7 мас.%, спирт 3,1 об.% (2,5% мас.) - вариться за рецептом переможця Гродзенського вітчизняного конкурсу пива 2016 - Бартоломея Павліка.
- Bernardyńskie — 13 мас.%, спирт 6,5 об
- Bernardyńskie ciemne — екстракт 13,6 мас.%, спирт 6,3 об.%
- Piwo Naturalne з ароматом порічок — 10,5% вагового екстракту, спирт 4,0 об.%
- Piwo Naturalne з ароматом бузини — екстракт 10,5 мас.%, спирт 2,5 об.%
- Grodziska APA — екстракт 12,5 мас.%, спирт 5,2 об.%
- Grodziska White IPA — екстракт 14 мас.%, спирт 6 об.%
- Vermont IPA — з котячої м'яти — екстракт: 14 мас.%, спирт: 6,0 об.% IBU: 40 - вариться у співпраці з контрактним пивоварним заводом "Szałpiw"